# Сент-Круа (Тарн)
Сент-Круа́ (фр. Sainte-Croix, окс. Senta Crotz) — коммуна во Франции, находится в регионе Юг — Пиренеи. Департамент — Тарн. Входит в состав кантона Альби-3. Округ коммуны — Альби.
Код INSEE коммуны — 81326.

## География

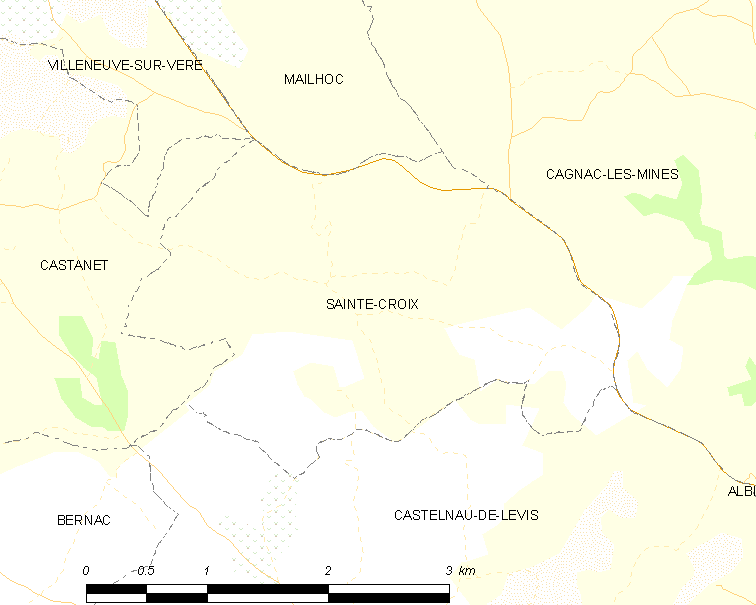
Карта коммуны

Коммуна расположена приблизительно в 550 км к югу от Парижа, в 65 км северо-восточнее Тулузы, в 8 км к северо-западу от Альби.

## Климат
Климат умеренно-океанический. Зима мягкая и дождливая, лето жаркое с частыми грозами. Ветры довольно редки.

## Население
Население коммуны на 2010 год составляло 355 человек.
| 1962 | 1968 | 1975 | 1982 | 1990 | 1999 | 2010 |
| ---- | ---- | ---- | ---- | ---- | ---- | ---- |
| 202  | 177  | 175  | 249  | 305  | 287  | 355  |

## Экономика
В 2007 году среди 238 человек в трудоспособном возрасте (15—64 лет) 182 были экономически активными, 56 — неактивными (показатель активности — 76,5 %, в 1999 году было 77,5 %). Из 182 активных работали 173 человека (90 мужчин и 83 женщины), безработных было 9 (5 мужчин и 4 женщины). Среди 56 неактивных 25 человек были учениками или студентами, 21 — пенсионерами, 10 были неактивными по другим причинам.